# PGM 500

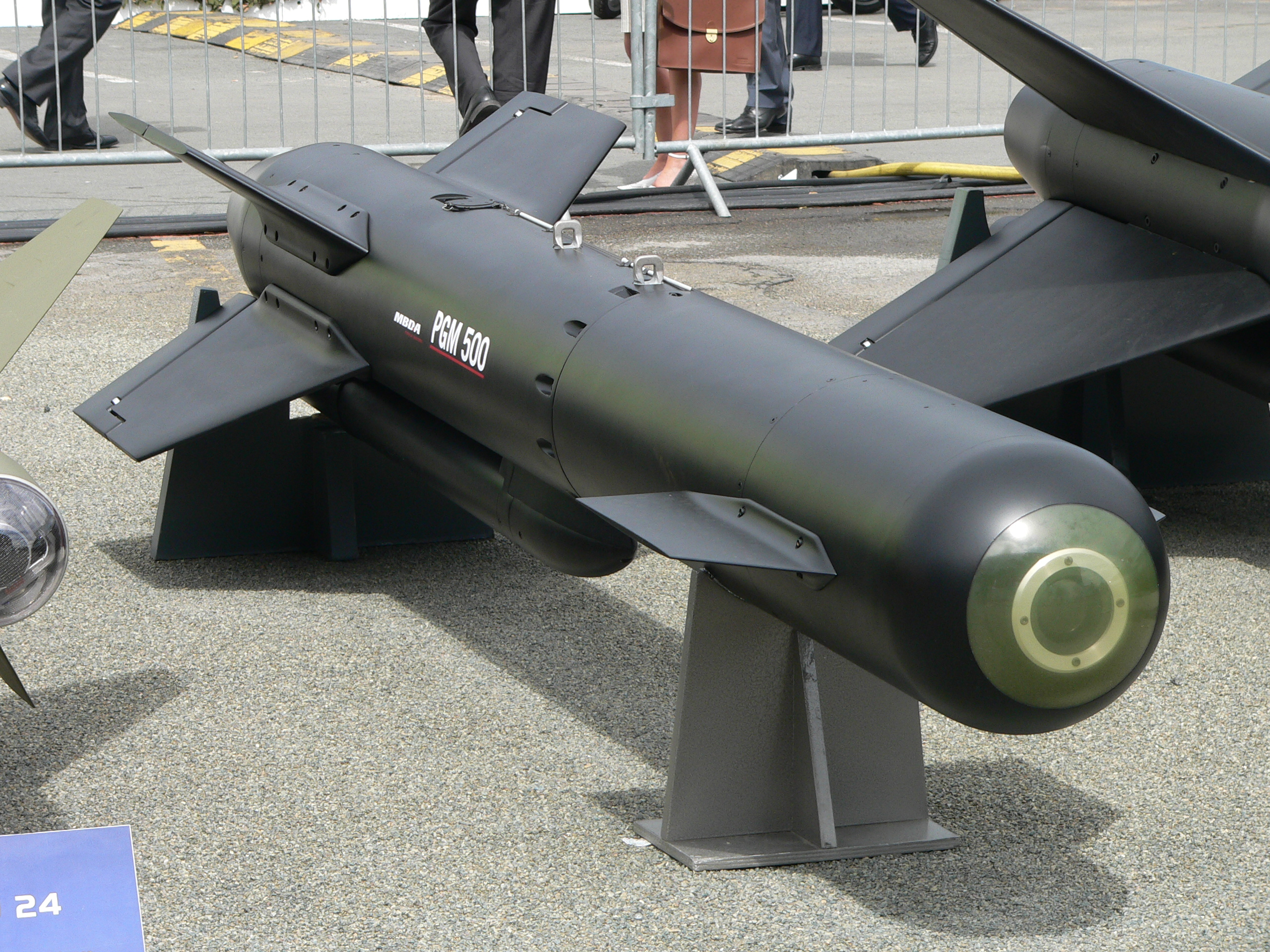
PGM 500.

PGM 500 eller PGM 2000 är så kallade smarta bomber, som styrs med laser, TV eller IR-sökare, och avfyras från luften mot markmål. PGM 500 har en sprängladdning på 227 kg och PGM 2000 har en sprängladdning på 909 kg. Båda robotarna är utvecklade av MBDA.